# Mosjömadonnan

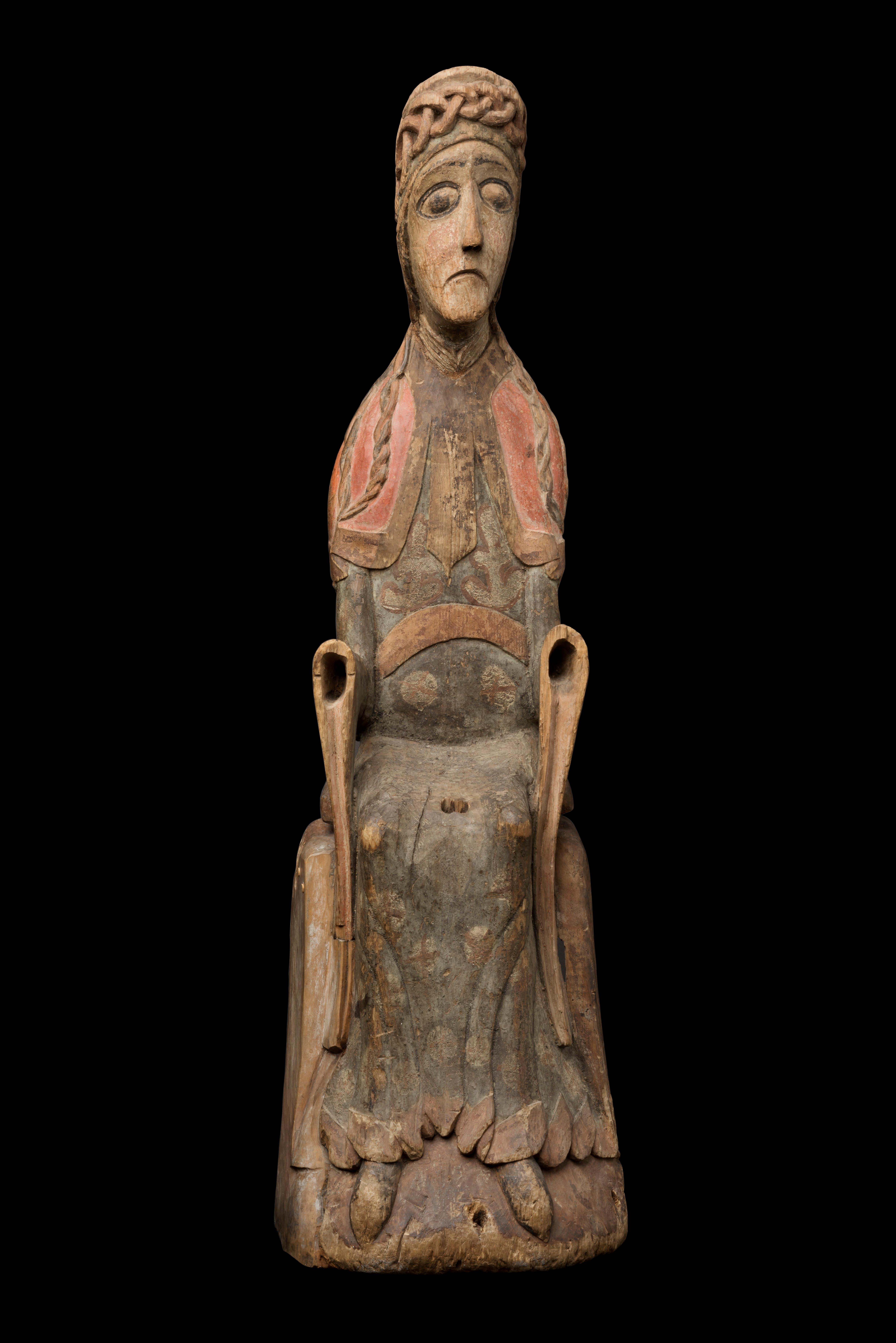
Mosjömadonnan, Statens historiska museum

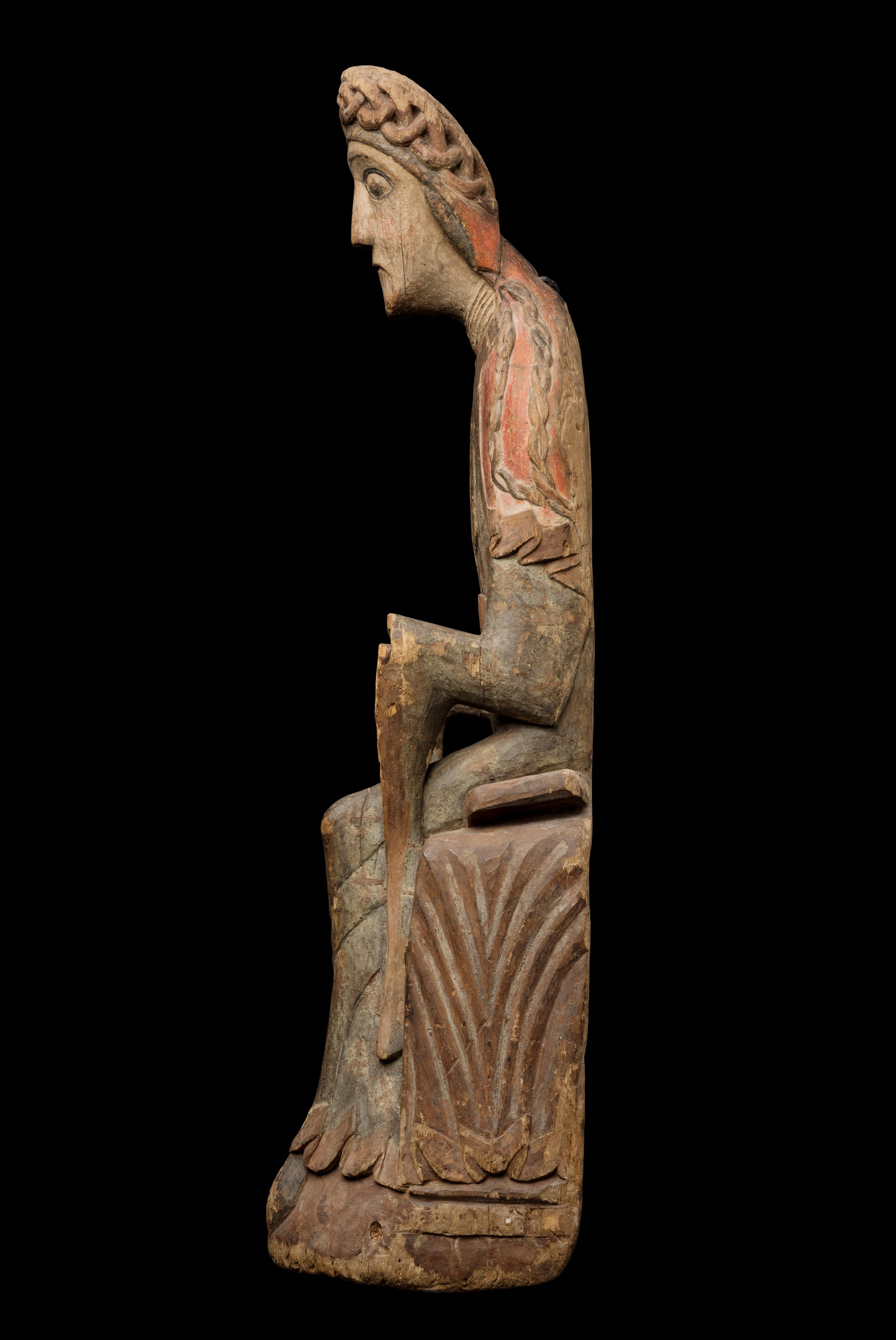
Mosjömadonnan från sidan

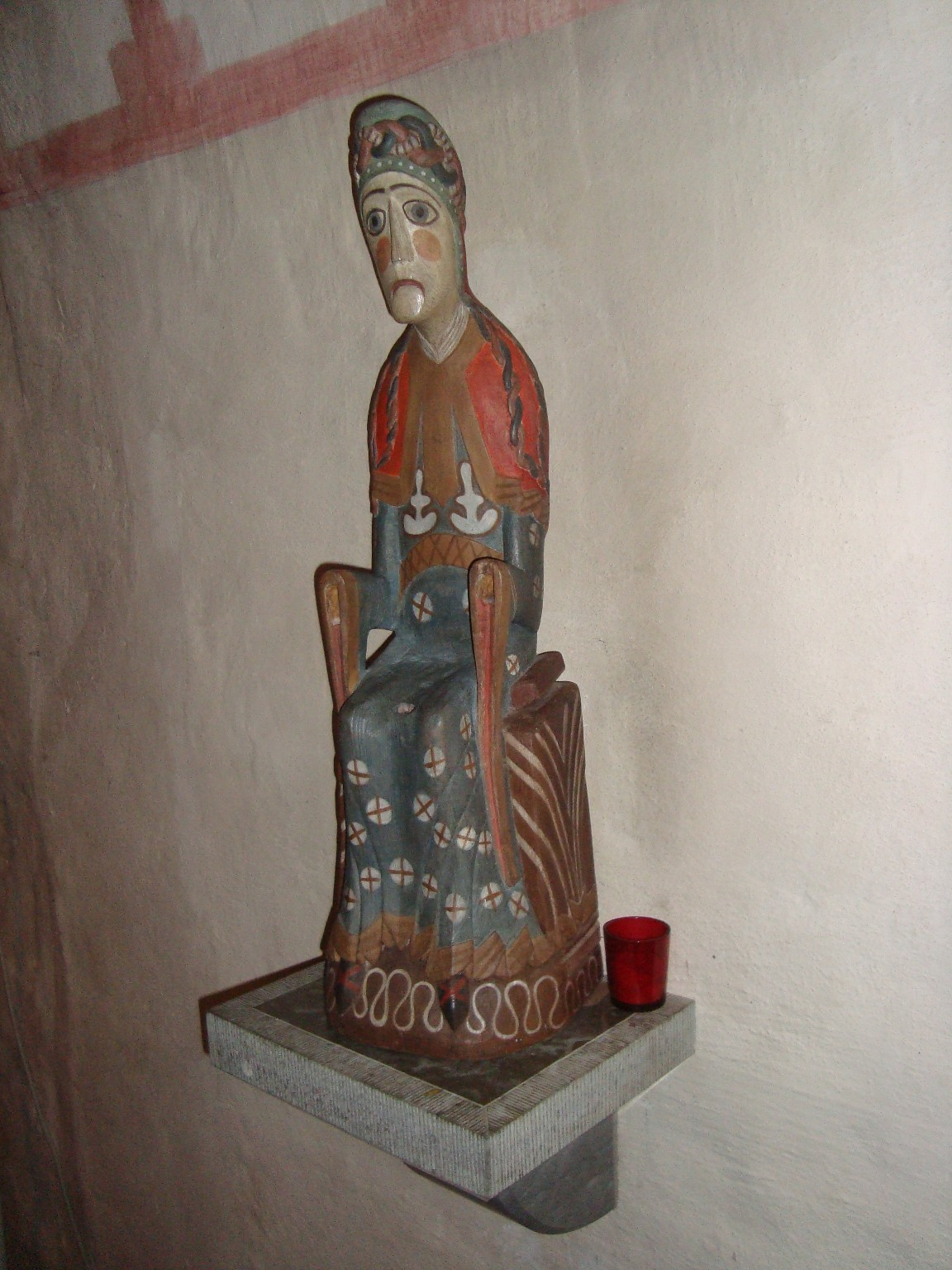
Kopia av Mosjömadonnan, Mosjö kyrka

Mosjömadonnan är en 72 centimeter hög polykrom träskulptur av lövträ och som föreställer jungfru Maria, troligen från 1100-talets mitt eller senare del. Den anses vara tillverkad av en inhemsk träsnidare efter engelsk förebild och den fanns fram till 1883 i Mosjö kyrka i Mosjö församling i Närke.
Mosjömadonnan finns inte med i något av kyrkans många inventarieregister eller omnämnd i någon annan kyrkohandling förrän 1883, då kyrkostämman i  församlingen beslöt att sälja den till Statens historiska museum.
Mariabilden från Mosjö kyrka i Närke är himmelrikets drottning i en svensk version från vår äldsta tid. Jungfru Maria är gåtfullt glosögd och med munnen i en bittert sluten båge. Detta pekar på arvet från den första kristna konsten i det klassiska Rom med just de drag som förefaller oss säregna. Kejsarporträtt från senantiken har sådana stora, snedställda ögon och liten sluten mun som uttryck för andlig makt och koncentration. Madonnabilden från Mosjö har tyvärr förlorat Jesusbarnet, som en gång suttit i hennes knä. Hon har också förlorat sina händer. Barnets ansikte har, kan vi räkna med, liknat moderns som ett bär, med samma stränga, bjudande och fjärrskådande blick.
Men till Mosjö är steget långt. Av kejsarinnans diadem har blivit en mössa med fläta och munnens uttryck är som en sur grimas. I den kyrkliga konsten i England på 1000-talet och 1100-talet finns elfenbensskulptur med Mosjömadonnans anletsdrag och med insektsliknande tunga kroppar, där dräktvecken ligger i samma täta, tecknade mönster som på Mosjömadonnans kropp. Vi vet att det fanns en engelsk kristen mission i Närke med huvudsäte i Rekarnebygden på 1000-talet och 1100-talet. För traktens kyrkor har då sådana bilder som Maria från Mosjö skurits. Hon är skuren i lind och sådana bilder har målats i samma klara färger som hon, med rosor på kinderna och mantlar och klänningar i mönjerött och blågrönt. Klänningen har ett intressant brokadmönster av vita rundlar med kors i brunt och på bröstet finns en besättning av stora ekblad i grågrönt.
I Mosjö kyrka finns sedan 1958 en kopia av skulpturen, tillverkad av Bertil Nyström.